# Challenger de Drummondville 2023
El torneo Challenger Banque Nationale de Drummondville 2023 fue un torneo de tenis perteneció al ATP Challenger Tour 2023 en la categoría Challenger 75. Se trató de la 16.ª edición, el torneo tuvo lugar en la ciudad de Drummondville (Canadá), desde el 13 hasta el 19 de noviembre de 2023 sobre pista dura bajo techo.

## Jugadores participantes del cuadro de individuales
| Favorito | País                    | Jugador          | Rank1 | Posición en el torneo |
| -------- | ----------------------- | ---------------- | ----- | --------------------- |
| 1        | Bandera de Alemania     | Dominik Koepfer  | 71    | Cuartos de final      |
| 2        | Bandera de Australia    | James Duckworth  | 113   | FINAL                 |
| 3        | Bandera de Francia      | Benoît Paire     | 124   | Segunda ronda         |
| 4        | Bandera de Canadá       | Gabriel Diallo   | 133   | Baja                  |
| 5        | Bandera del Reino Unido | Ryan Peniston    | 178   | Baja                  |
| 6        | Bandera de Bélgica      | Zizou Bergs      | 180   | CAMPEÓN               |
| 7        | Bandera de Canadá       | Alexis Galarneau | 187   | Segunda ronda         |
| 8        | Bandera de Túnez        | Aziz Dougaz      | 242   | Cuartos de final      |

- 1 Se ha tomado en cuenta el ranking del 7 de noviembre de 2023.

### Otros participantes
Los siguientes jugadores recibieron una invitación (wild card), por lo tanto ingresan directamente al cuadro principal (WC):
- Juan Carlos Aguilar
- Justin Boulais
- Dan Martin

Los siguientes jugadores ingresan al cuadro principal tras disputar el cuadro clasificatorio (Q):
- Benjamin Thomas George
- Giles Hussey
- Alexander Kotzen
- Colin Markes
- Kiranpal Pannu
- Luca Wiedenmann

## Campeones

### Individual Masculino
- Zizou Bergs derrotó en la final a  James Duckworth, 6–4, 7–5

### Dobles Masculino
- André Göransson /  Toby Samuel derrotaron en la final a  Liam Draxl /  Giles Hussey, 6–7(2), 6–3, [10–8]